# El Jadida (provins)
El Jadida (arabiska: إقليم الجديدة, franska: Province d'El Jadida) är en provins i Marocko.   Den ligger i regionen Casablanca-Settat, 200 km sydväst om huvudstaden Rabat. Antalet invånare är 1 128 098.
Följande samhällen finns i El Jadida:
- El Jadida